# Binod Das
Binod Kumar Das (sinh 26 tháng 4 năm 1983) là 1 vận động viên cricket người Nepal. Anh là đội trưởng của đội tuyển quốc gia từ năm 2000.